# باستان‌خارسرتباران
باستان‌خارسرتباران (نام علمی: Archiacanthocephala) نام یک رده از شاخه خارسرتباران است.